# Ian Boswell
Ian Boswell (* 7. Februar 1991 in Bend) ist ein US-amerikanischer Radrennfahrer.

## Sportlicher Werdegang
2006 wurde Ian Boswell Dritter der US-amerikanischen Junioren-Straßenmeisterschaft, 2008 nationaler Vize-Meister der Junioren im Einzelzeitfahren. 2010 sowie 2011 gewann er das Nevada City Classic, 2010 wurde er zudem Dritter der Tour of Utah, bei der er zudem die Wertung für die Junioren-Fahrer gewann.
2012 belegte Boswell Platz zwei bei Lüttich–Bastogne–Lüttich Espoirs und wurde jeweils Fünfter der Gesamtwertung der Tour de l’Avenir sowie der Tour of Utah. Im Jahr darauf startete er bei der Österreich-Rundfahrt und wurde 15. der Gesamtwertung. 2014 wurde er Mitglied im UCI WorldTeam 2015 startete er bei seiner ersten großen Rundfahrt, der Vuelta a España, im Jahr darauf gewann er gemeinsam mit dem Team Sky das Mannschaftszeitfahren der Vuelta. Das Team entschied 2017 auch das Mannschaftsrennen Hammer Sportzone Limburg für sich.
Nach vier Jahren beim Team Sky wechselte Boswell zur Saison 2018 zum Team Katusha Alpecin. Beim Tirreno-Adriatico 2019 stürzte er auf der vierten Etappe schwer und fiel für den Rest der Saison aus. Nach der Saison 2019 beendete er seine Karriere im Straßenradsport und wandte sich dem Gravelrennen zu. 2021 gewann er beim Unbound Gravel das Hauptrennen über 200 Meilen.

## Erfolge
2016
- Mannschaftszeitfahren Vuelta a España

2017
- Gesamtwertung Hammer Sportzone Limburg

2021
- Unbound Gravel

## Grand-Tour-Platzierungen
| Grand Tour            | 2015 | 2016 | 2017 | 2018 |
| --------------------- | ---- | ---- | ---- | ---- |
| Giro d’ItaliaGiro     | –    | 71   | –    | –    |
| Tour de FranceTour    | –    | –    | –    | 79   |
| Vuelta a EspañaVuelta | 71   | 80   | –    | 126  |